# نوردولد
نوردولد (به هلندی: Noordwolde) یک منطقهٔ مسکونی در هلند است که در خرونینگن واقع شده‌است. نوردولد ۲۷۵ نفر جمعیت دارد.